# Uruguayaans voetbalelftal in 2017
Het Uruguayaans voetbalelftal speelde in totaal tien officiële interlands in het jaar 2017, waaronder zes wedstrijden in de kwalificatiereeks voor het WK voetbal 2018 in Rusland. Uruguay eindigde als tweede in de CONMEBOL-groep, tien punten achter Brazilië, en plaatste zich zodoende rechtstreeks – en voor de derde keer op rij – voor de eindronde. De selectie stond onder leiding van bondcoach Oscar Tabárez. Op de in 1993 geïntroduceerde FIFA-wereldranglijst zakte Uruguay in 2017 van de 9de (januari 2017) naar de 21ste plaats (december 2017).

## Balans
| Wedstrijden | Wedstrijden | Wedstrijden | Wedstrijden | Doelpunten | Doelpunten | Doelpunten | Punten |
| Gespeeld    | Winst       | Gelijk      | Verlies     | Voor       | Tegen      | Saldo      | Punten |
| ----------- | ----------- | ----------- | ----------- | ---------- | ---------- | ---------- | ------ |
| 10          | 2           | 3           | 5           | 10         | 17         | –7         | 0.700  |

## Interlands
|                                                                  |                           |       |                                                   |                                                                                            |
| 23 maart Kwalificatie WK 2018 № 865 «onderlinge duels» 20:00 uur | Uruguay                   | 1 – 4 | Brazilië                                          | Estadio Centenario, Montevideo Toeschouwers: 57.000 Scheidsrechter: Patricio Loustau (ARG) |
| 23 maart Kwalificatie WK 2018 № 865 «onderlinge duels» 20:00 uur | Edinson Cavani 10' (pen.) |       | 19' Paulinho 52' Paulinho 75' Neymar 90' Paulinho | Estadio Centenario, Montevideo Toeschouwers: 57.000 Scheidsrechter: Patricio Loustau (ARG) |

|                                                                  |                                      |       |                    |                                                                                  |
| 28 maart Kwalificatie WK 2018 № 866 «onderlinge duels» 21:15 uur | Peru                                 | 2 – 1 | Uruguay            | Estadio Nacional, Lima Toeschouwers: 50.000 Scheidsrechter: Julio Bascuñán (CHI) |
| 28 maart Kwalificatie WK 2018 № 866 «onderlinge duels» 21:15 uur | Paolo Guerrero 34' Édison Flores 62' |       | 30' Carlos Sánchez | Estadio Nacional, Lima Toeschouwers: 50.000 Scheidsrechter: Julio Bascuñán (CHI) |

|                                                             |                                                           |       |                        |                                                                                |
| 4 juni Vriendschappelijk № 867 «onderlinge duels» 18:00 uur | Ierland                                                   | 3 – 1 | Uruguay                | Aviva Stadium, Dublin Toeschouwers: 27.193 Scheidsrechter: Craig Thomson (SCO) |
| 4 juni Vriendschappelijk № 867 «onderlinge duels» 18:00 uur | Jonathan Walters 27' Cyrus Christie 51' James McClean 77' |       | 38' José María Giménez | Aviva Stadium, Dublin Toeschouwers: 27.193 Scheidsrechter: Craig Thomson (SCO) |

|                                                             |         |                                                              |        |                                                                                 |
| 6 juni Vriendschappelijk № 868 «onderlinge duels» 20:45 uur | Uruguay | 0 – 3                                                        | Italië | Allianz Riviera, Nice Toeschouwers: 15.000 Scheidsrechter: Clément Turpin (FRA) |
| 6 juni Vriendschappelijk № 868 «onderlinge duels» 20:45 uur |         | 7' José María Giménez 82' Éder 90+2' (pen.) Daniele De Rossi |        | Allianz Riviera, Nice Toeschouwers: 15.000 Scheidsrechter: Clément Turpin (FRA) |

|                                                                     |         |       |            |                                                                                           |
| 31 augustus Kwalificatie WK 2018 № 869 «onderlinge duels» 20:00 uur | Uruguay | 0 – 0 | Argentinië | Estadio Centenario, Montevideo Toeschouwers: 55.000 Scheidsrechter: Víctor Carrillo (PER) |
| 31 augustus Kwalificatie WK 2018 № 869 «onderlinge duels» 20:00 uur |         |       |            | Estadio Centenario, Montevideo Toeschouwers: 55.000 Scheidsrechter: Víctor Carrillo (PER) |

|                                                                     |                  |       |                                                |                                                                                                |
| 5 september Kwalificatie WK 2018 № 870 «onderlinge duels» 20:00 uur | Paraguay         | 1 – 2 | Uruguay                                        | Estadio Defensores del Chaco, Asuncion Toeschouwers: 30.830 Scheidsrechter: Sandro Ricci (BRA) |
| 5 september Kwalificatie WK 2018 № 870 «onderlinge duels» 20:00 uur | Ángel Romero 88' |       | 76' Federico Valverde 80' (e.d.) Gustavo Gómez | Estadio Defensores del Chaco, Asuncion Toeschouwers: 30.830 Scheidsrechter: Sandro Ricci (BRA) |

|                                                                   |           |       |         |                                                                                                  |
| 5 oktober Kwalificatie WK 2018 № 871 «onderlinge duels» 17:00 uur | Venezuela | 0 – 0 | Uruguay | Estadio Polideportivo, San Cristóbal Toeschouwers: 32.100 Scheidsrechter: Anderson Daronco (BRA) |
| 5 oktober Kwalificatie WK 2018 № 871 «onderlinge duels» 17:00 uur |           |       |         | Estadio Polideportivo, San Cristóbal Toeschouwers: 32.100 Scheidsrechter: Anderson Daronco (BRA) |

|                                                                    |                                                                       |       |                                                |                                                                                           |
| 10 oktober Kwalificatie WK 2018 № 872 «onderlinge duels» 20:30 uur | Uruguay                                                               | 4 – 2 | Bolivia                                        | Estadio Centenario, Montevideo Toeschouwers: 60.300 Scheidsrechter: Ricardo Marques (BRA) |
| 10 oktober Kwalificatie WK 2018 № 872 «onderlinge duels» 20:30 uur | Martín Cáceres 39' Edinson Cavani 42' Luis Suárez 60' Luis Suárez 76' |       | 24' (e.d.) Gastón Silva 79' (e.d.) Diego Godín | Estadio Centenario, Montevideo Toeschouwers: 60.300 Scheidsrechter: Ricardo Marques (BRA) |

|                                                                  |       |       |         |                                                                                  |
| 10 november Vriendschappelijk № 873 «onderlinge duels» 20:45 uur | Polen | 0 – 0 | Uruguay | Stadion Narodowy, Warschau Toeschouwers: 56.147 Scheidsrechter: István Vad (HUN) |
| 10 november Vriendschappelijk № 873 «onderlinge duels» 20:45 uur |       |       |         | Stadion Narodowy, Warschau Toeschouwers: 56.147 Scheidsrechter: István Vad (HUN) |

|                                                                  |                                     |       |                    |                                                                                     |
| 14 november Vriendschappelijk № 874 «onderlinge duels» 20:45 uur | Oostenrijk                          | 2 – 1 | Uruguay            | Ernst Happel Stadion, Wenen Toeschouwers: 11.632 Scheidsrechter: Tamás Bognár (HUN) |
| 14 november Vriendschappelijk № 874 «onderlinge duels» 20:45 uur | Marcel Sabitzer 5' Louis Schaub 87' |       | 10' Edinson Cavani | Ernst Happel Stadion, Wenen Toeschouwers: 11.632 Scheidsrechter: Tamás Bognár (HUN) |

## FIFA-wereldranglijst
| JAN | FEB | MAR | APR | MEI | JUN | JUL | AUG | SEP | OKT | NOV | DEC |
| --- | --- | --- | --- | --- | --- | --- | --- | --- | --- | --- | --- |
| 9   | 9   | 9   | 15  | 15  | 16  | 17  | 17  | 16  | 17  | 21  | 21  |

## Statistieken
| Fernando Muslera       | 1986-06-16 | Galatasaray SK         | 6  | 0 | 0 | 94  | 0  |
| Martín Silva           | 1983-03-25 | CR Vasco da Gama       | 3  | 0 | 0 | 11  | 0  |
| Esteban Conde          | 1983-03-04 | Club Nacional          | 1  | 0 | 0 | 1   | 0  |
| Verdediging            |            |                        |    |   |   |     |    |
| José María Giménez     | 1995-01-20 | Atlético Madrid        | 9  | 0 | 1 | 39  | 4  |
| Maximiliano Pereira    | 1984-06-08 | FC Porto               | 7  | 1 | 0 | 124 | 3  |
| Diego Godín            | 1986-02-16 | Atlético Madrid        | 7  | 0 | 0 | 113 | 8  |
| Martín Cáceres         | 1987-04-07 | Lazio Roma             | 6  | 0 | 1 | 75  | 4  |
| Gastón Silva           | 1994-03-05 | CA Independiente       | 5  | 0 | 0 | 16  | 0  |
| Sebastián Coates       | 1990-10-07 | Sporting Lissabon      | 3  | 0 | 0 | 29  | 2  |
| Jorge Fucile           | 1984-11-19 | Club Nacional          | 1  | 0 | 0 | 49  | 0  |
| Mauricio Lemos         | 1995-12-28 | US Sassuolo            | 1  | 0 | 0 | 1   | 0  |
| Guillermo Varela       | 1993-03-24 | CA Peñarol             | 1  | 0 | 0 | 1   | 0  |
| Federico Ricca         | 1994-12-01 | Málaga CF              | 0  | 1 | 0 | 1   | 0  |
| Middenveld             |            |                        |    |   |   |     |    |
| Matías Vecino          | 1991-08-24 | Internazionale         | 10 | 0 | 0 | 19  | 1  |
| Cristian Rodríguez     | 1985-09-30 | CA Peñarol             | 5  | 2 | 0 | 102 | 11 |
| Nahitan Nández         | 1995-12-28 | Boca Juniors           | 5  | 1 | 0 | 9   | 0  |
| Carlos Sánchez         | 1984-12-02 | CF Monterrey           | 4  | 3 | 1 | 33  | 1  |
| Federico Valverde      | 1998-07-22 | Deportivo La Coruña    | 4  | 0 | 1 | 4   | 1  |
| Giorgian De Arrascaeta | 1994-06-01 | Cruzeiro EC            | 3  | 2 | 0 | 12  | 1  |
| Álvaro González        | 1984-10-29 | Club Nacional          | 3  | 2 | 0 | 71  | 3  |
| Rodrigo Bentancur      | 1997-06-05 | Juventus               | 3  | 1 | 0 | 4   | 0  |
| Egidio Arévalo         | 1982-01-01 | Racing Club Avellaneda | 2  | 1 | 0 | 90  | 0  |
| Diego Laxalt           | 1993-02-07 | Genoa CFC              | 1  | 0 | 0 | 3   | 0  |
| Mathías Corujo         | 1986-05-08 | CA Peñarol             | 0  | 2 | 0 | 22  | 1  |
| Nicolás Lodeiro        | 1989-03-21 | Seattle Sounders       | 0  | 2 | 0 | 53  | 4  |
| Alejandro Silva        | 1989-09-04 | CA Lanús               | 0  | 2 | 0 | 4   | 0  |
| Aanval                 |            |                        |    |   |   |     |    |
| Edinson Cavani         | 1987-02-14 | Paris Saint-Germain    | 9  | 0 | 3 | 98  | 36 |
| Luis Suárez            | 1987-01-24 | FC Barcelona           | 5  | 0 | 2 | 95  | 48 |
| Jonathan Urretaviscaya | 1990-03-19 | CF Monterrey           | 3  | 1 | 0 | 4   | 0  |
| Diego Rolán            | 1993-03-24 | Málaga CF              | 2  | 0 | 0 | 25  | 4  |
| Gastón Pereiro         | 1995-06-11 | PSV Eindhoven          | 1  | 0 | 0 | 1   | 0  |
| Christian Stuani       | 1986-10-12 | Girona FC              | 0  | 6 | 0 | 38  | 5  |
| Maximiliano Gómez      | 1996-08-14 | Celta de Vigo          | 0  | 2 | 0 | 2   | 0  |
| Abel Hernández         | 1990-08-08 | Hull City              | 0  | 1 | 0 | 29  | 11 |